# Nevis (Minnesota)
Nevis ist eine Kleinstadt (mit dem Status „City“) im Hubbard County im US-amerikanischen Bundesstaat Minnesota. Das U.S. Census Bureau hat bei der Volkszählung 2020 eine Einwohnerzahl von 377 ermittelt.

## Geografie
Nevis liegt in einer seenreichen Landschaft im mittleren Norden von Minnesota auf 46°57′55″ nördlicher Breite und 94°50′22″ westlicher Länge. Der Ort erstreckt sich über 2,62 km².
Benachbarte Orte von Nevis sind Akeley (9,9 km nordöstlich) und Park Rapids (19 km westsüdwestlich).
Die nächstgelegenen größeren Städte sind Fargo in North Dakota (155 km westlich), Winnipeg in Kanada (443 km nordwestlich), Duluth am Oberen See (235 km östlich) und Minneapolis (290 km südöstlich).
Die Grenze zu Kanada befindet sich 238 km nördlich.

## Verkehr
Die Minnesota State Route 34 verläuft als Hauptstraße in Nordost-Südwest-Richtung durch das Stadtgebiet von Nevis. Alle weiteren Straßen sind untergeordnete und teils unbefestigte Fahrwege sowie innerörtliche Verbindungsstraßen.
Von Nordost nach West verläuft durch das Stadtgebiet von Nevis auf der Trasse einer ehemaligen Eisenbahnstrecke mit dem Heartland State Trail ein Rail Trail für Wanderer und Radfahrer. Im Winter kann der Wanderweg auch mit Schneemobilen befahren werden.
Der 21,8 km westsüdwestlich gelegene Park Rapids Municipal-Konshok Field Airport ist der nächste Flugplatz. Die nächsten Großflughäfen sind der Hector International Airport in Fargo (165 km westlich), der Winnipeg James Armstrong Richardson International Airport (452 km nordnordwestlich) und der Minneapolis-Saint Paul International Airport (314 km südöstlich).

## Demografische Daten
Nach der Volkszählung im Jahr 2010 lebten in Nevis 390 Menschen in 173 Haushalten. Die Bevölkerungsdichte betrug 148,9 Einwohner pro Quadratkilometer. In den 173 Haushalten lebten statistisch je 2,23 Personen.
Ethnisch betrachtet setzte sich die Bevölkerung zusammen aus 95,6 Prozent Weißen, 0,3 Prozent (eine Person) Afroamerikanern sowie 1,0 Prozent Asiaten; 3,1 Prozent stammten von zwei oder mehr Ethnien ab. Unabhängig von der ethnischen Zugehörigkeit waren 0,5 Prozent (zwei Personen) der Bevölkerung spanischer oder lateinamerikanischer Abstammung.
24,6 Prozent der Bevölkerung waren unter 18 Jahre alt, 51,8 Prozent waren zwischen 18 und 64 und 23,6 Prozent waren 65 Jahre oder älter. 51,3 Prozent der Bevölkerung war weiblich.

Das mittlere jährliche Einkommen eines Haushalts lag bei 34.464 USD. Das Pro-Kopf-Einkommen betrug 19.765 USD. 10,1 Prozent der Einwohner lebten unterhalb der Armutsgrenze.